# Ngôi làng nhỏ xinh xắn của chúng tôi

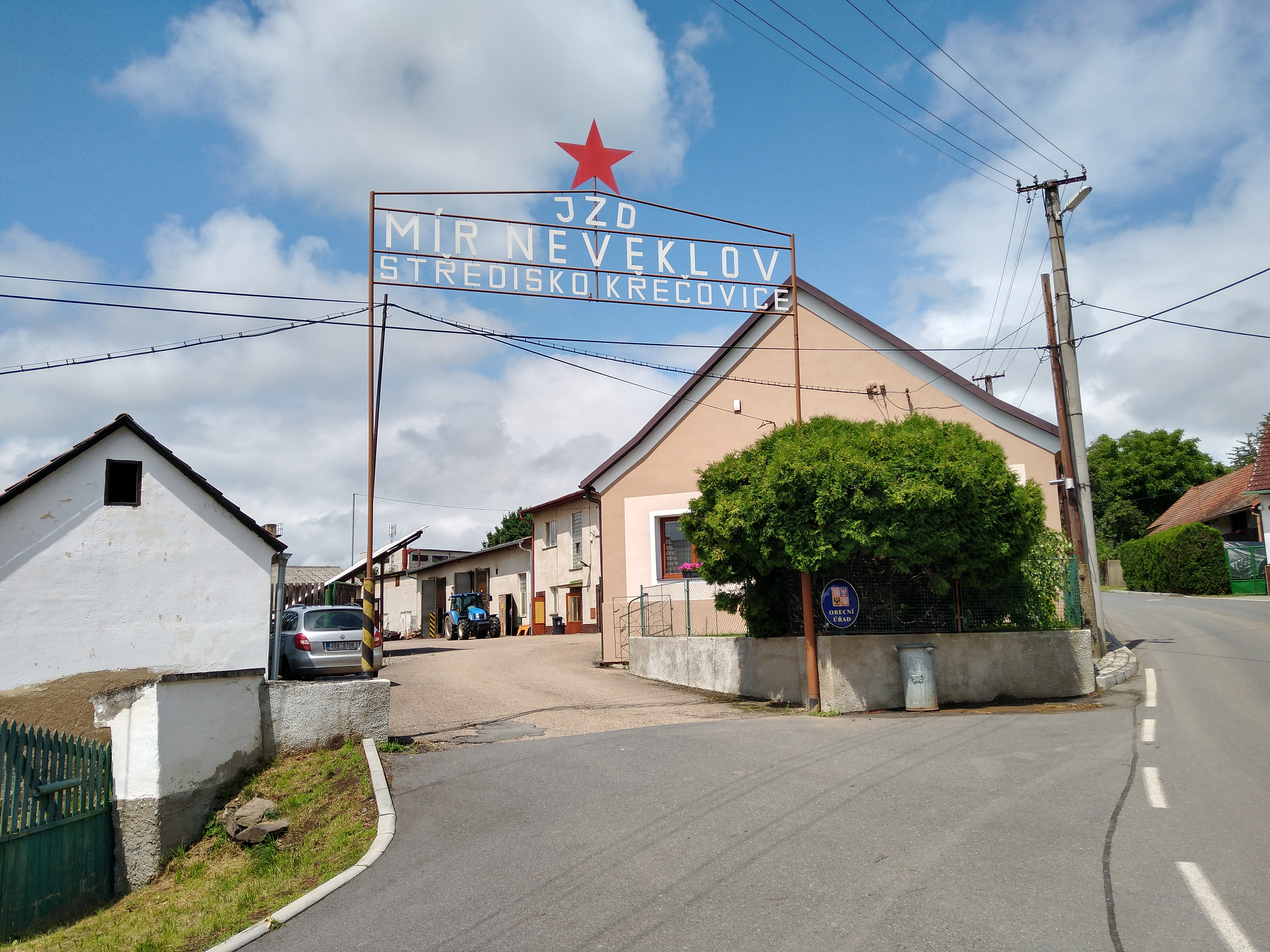
Ngôi làng nhỏ xinh xắn của chúng tôi

Ngôi làng nhỏ xinh xắn của chúng tôi (tiếng Séc: Vesničko má středisková) là bộ phim điện ảnh Tiệp Khắc, do Jiří Menzel đạo diễn, công chiếu năm 1985. Phim được đề cử giải Oscar phim tiếng nước ngoài hay nhất, giành giải tại Liên hoan phim quốc tế Montreal và Liên hoan phim Paris. Bộ phim nói về cuộc sống một đàn ông trẻ tâm thần trong cộng đồng làng chặt chẽ. Trong một cuộc khảo sát công cộng thực hiện trong tháng 1 năm 2007 trên máy chủ trực tuyến Novinky.cz bộ phim này đã được lựa chọn 22,4% cử tri (khoảng 66 000 người) là bộ phim hài Czech nổi tiếng nhất trong lịch sử.

## Diễn viên
- János Bán... Otík
- Marián Labuda... Pávek
- Rudolf Hrušínský... Skruzný, Drápalík, Honza Kalina
- Petr Čepek
- Libuše Šafránková
- Jan Hartl
- Miloslav Štibich
- Oldřich Vlach
- Stanislav Aubrecht
- Zdeněk Svěrák
- Josef Somr